# Stimmloser velarer Frikativ
Der stimmlose velare Frikativ (ein stimmloser, am hinteren Zungenrücken gebildeter Reibelaut) hat in verschiedenen Sprachen folgende lautliche und orthographische Realisierungen:
- Deutsch [⁠x⁠]: ch nach a, o, u und au (außer im Diminutiv-Suffix -chen). Dieser Laut kann allerdings auch uvular gesprochen werden.
  - Beispiel: lachen [ˈlaxn̩]
- Alemannisch [⁠x⁠]: ch (in jeder Position)
- Russisch: Х, х
- Spanisch [⁠x⁠]: Jedes j sowie g in den Gruppen ge und gi.
  - Beispiel: jamás [xaˈmas]

Der auch Ich-Laut genannte stimmlose palatale Frikativ ist im Deutschen eine der folgenden Realisierungen (eines der folgenden Allophone) des Phonems, das meist /ç/ oder /x/ notiert wird: [ç] und [x] bzw. [χ].